# Henri de La Tour d'Auvergne (Turenne)

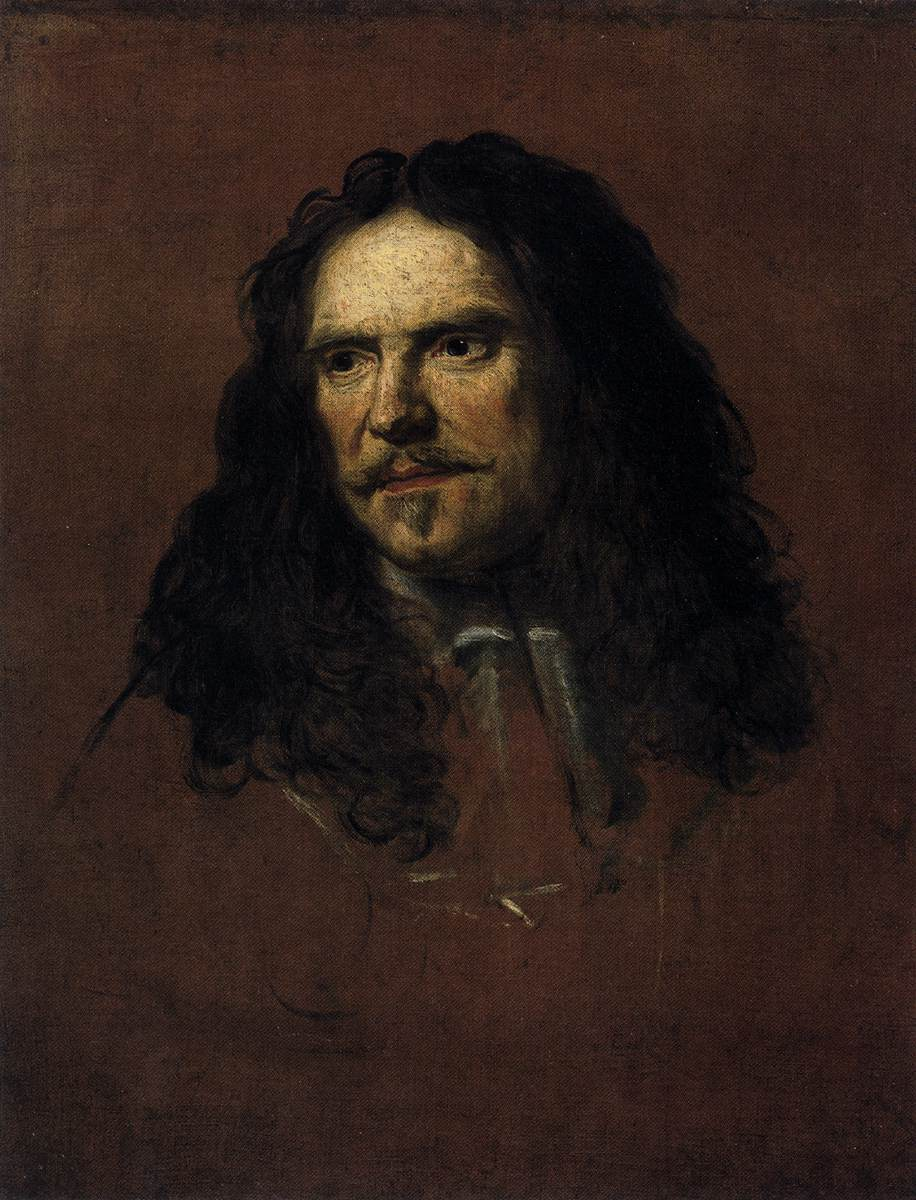
Portret van Turenne
(ca. 1665), Charles Le Brun, Kasteel van Versailles

Wapen familie De La Tour d’Auvergne.

Hendrik de la Tour d'Auvergne, burggraaf van Turenne (Sedan,
11 september 1611 - Sasbach (Ortenau), 27 juli 1675), (bekend als Turenne), was een beroemd Frans legeraanvoerder en maarschalk van Frankrijk. Hij werkte in 1672 samen met Condé en Luxembourg om de Republiek te veroveren.

## Achtergrond en carrière
Turenne was de jongere broer van Frederik Maurits en de tweede zoon van Hendrik de La Tour d'Auvergne, burggraaf van Turenne, hertog van Bouillon en prins van Sedan, en Elisabeth van Nassau. Zij was een dochter van Willem de Zwijger; Maurits van Oranje en Frederik Hendrik waren haar halfbroers en zijn "ooms". Hij werd protestants opgevoed, maar bekeerde zich in 1668 op advies van Lodewijk XIV tot de Rooms-Katholieke Kerk.
Als beginnend militair nam hij in 1629 aan Staatse zijde deel aan het Beleg van 's-Hertogenbosch. In 1630 trad hij in Franse dienst. Als kolonel nam hij in 1634 deel aan een veldtocht in Lotharingen. Vanwege zijn betoonde moed werd hij snel bevorderd tot marechal-de-camp (generaal-majoor), en enige jaren later tot luitenant-generaal. Hij nam deel aan campagnes in Lotharingen, aan de Rijn en in Italië.

## Maarschalk van Frankrijk
In 1643 werd Turenne tot maarschalk benoemd. Aan het einde van de Dertigjarige Oorlog stak hij de Rijn over
en voerde een voor het grootste deel succesvolle campagne in Duitse gebieden. Tijdens La Fronde koos hij aanvankelijk de zijde der opstandelingen, maar in 1652 koos hij de zijde van de koning en wist hij de opstandelingen te verslaan. In 1660 kreeg hij de titel maarschalk-generaal van Frankrijk, een titel die slechts aan zes maarschalken verleend is.

## Hollandse Oorlog, strijd met Brandenburg en overlijden
In 1672, het Rampjaar, trokken Turenne en Condé richting de Maas. Op 17 mei lag het Franse leger voor Wezet (Frans: Visé). De aanvoerders waren het oneens of Maastricht, dat goed te verdedigen was, aangevallen moest worden. Turenne was behoedzaam en liet 10.000 man achter als rugdekking. Op 28 mei was Condé gevorderd tot Kaiserswerth en op 12 juni stond het leger voor Lobith, klaar om de Rijn over te steken. Condé raakte gewond aan zijn pols door een kogelschot. Turenne nam het commando over en splitste het leger in tweeën. Zowel Arnhem als Nijmegen werden belegerd. Lodewijk XIV trok naar Doesburg, zijn broer Philippe naar Zutphen. Grol en Deventer werden belegerd door de Duitse bisschop Bernard van Galen. Op 19 juni viel Naarden; 30 juni lagen de Fransen voor Gorkum. Maarschalk Luxembourg nam het commando van Condé over, die ziek was geworden. Na anderhalve maand kwam een fase van stilstand in de Hollandse Oorlog.
Pas in oktober kwam de Grote Keurvorst, Frederik Willem I van Brandenburg, vanuit het oosten oprukken. Turenne nam een strategische positie in, tussen Koblenz en Wesel en maakte enkele honderden wagens met proviand en ammunitie op de keurvorst buit. Het beleg van Charleroi werd eind december opgeheven. In januari 1673 stak hij de Rijn over bij Wesel om zich te verenigen met de troepen van de beide bisschoppen: Bernard van Galen en Maximiliaan Hendrik van Beieren. In februari bedreigde hij de keurvorst bij Soest (Westfalen). Vanwege de kou trokken beide partijen zich terug. Turenne liet het stadje Unna beschieten, met als gevolg dat de keizerlijke en keurvorstelijke troepen van elkaar waren afgesneden. Ravensberg en Minden, die beide bij Brandenburg hoorden, lagen aan Turennes voeten. Hoe eerder een wapenstilstand of vrede kon worden gesloten, hoe beter.
Lodewijk XIV was prikkelbaar geworden toen de Republiek moest worden ontruimd in 1674. Turenne kreeg de opdracht de kwetsbare Elzas aan de oostkant te beschermen. Hij veroverde Trier en verwoestte de Palts in Duitsland volledig. Turenne versloeg in de Slag bij Sinsheim het Habsburgse leger onder Karel V van Lotharingen. Nog voor hij slag leverde met de keizerlijke troepen onder Raimondo Montecuccoli kwam hij op zaterdagmiddag na het eten bij een inspectie van het terrein, zittend op zijn paard, door een verdwaalde kanonskogel om het leven. Het schot verbrijzelde eerst de linkerarm van generaal Saint-Hilaire en rukte daarna de arm van Turenne af en doorboorde zijn romp. Zijn paard draafde door terwijl Turenne voorover lag in het zadel. In het kamp werd een militaire eredienst gehouden.
Turenne werd begraven in de Kathedraal van Saint-Denis, tussen de Franse koningen, maar is in 1800 in opdracht van Napoleon herbegraven in het Hôtel des Invalides in Parijs, waar veel andere prominente Franse militairen zijn begraven.